# Priseaca (gmina)
Priseaca – gmina w Rumunii, w okręgu Aluta. Obejmuje miejscowości Buicești, Priseaca i Săltănești. W 2011 roku liczyła 1580 mieszkańców.